# Exzellenzcluster CliSAP
Der Exzellenzcluster „Integrated Climate System Analysis and Prediction“ (CliSAP) war ein Forschungsverbund der Universität Hamburg, des Max-Planck-Instituts für Meteorologie, des Helmholtz-Zentrums Geesthacht sowie des Deutschen Klimarechenzentrums. Im Rahmen der Exzellenzinitiative des Bundes und der Länder wird der Cluster von der Deutschen Forschungsgemeinschaft (DFG) gefördert. CliSAP betrieb interdisziplinäre Klimaforschung. Die Förderung des Clusters durch die DFG erfolgte zwischen 2007 und 2018. Wesentliche Elemente der Arbeit des CliSAP werden im Centrum für Erdsystemforschung und Nachhaltigkeit (CEN) der Universität Hamburg fortgeführt.

## Forschungsbereiche
Die CliSAP-Wissenschaftler forschten zu drei unterschiedlichen Bereichen:
- A	Dynamik und Variabilität des Klimasystems
- B	Einfluss und Ausprägung von Klimaänderungen in den Regionen
- C	Klimawandel und Gesellschaft

Im Bereich A standen die naturwissenschaftlichen Aspekte der Klimaforschung im Mittelpunkt: Klimavariabilität und Vorhersagbarkeit, Feedback-Mechanismen im Klimasystem sowie der globale und der regionale Anstieg des Meeresspiegels. Untersucht wurde unter anderem, wie äußere Störungen des Klimasystems die Vorhersagbarkeit beeinflussen oder was die wichtigsten Wechselwirkungen zwischen Klima und Kohlenstoffkreislauf sind.
Im Bereich B war das Ziel, mehr über die Folgen des globalen Wandels in sensiblen Regionen in Erfahrung zu bringen. So sollte herausgefunden werden, wie sich der Klimawandel auf das arktische Meereis sowie auf die Permafrostgebiete auswirkt, oder wie die Landnutzung das Klima verändert.
Im Bereich C befassten sich die Wissenschaftler mit gesellschaftlichen Reaktionen und Entwicklungen im Zusammenhang mit dem vom Menschen verursachten Klimawandel. Analysiert wurde beispielsweise, wie verschiedene Akteure mit Klimainformationen umgehen oder ob es einen Zusammenhang zwischen Klimawandel, Armut und gewalttätigen Konflikten gibt.
Sogenannte „Integrated Activities“ ergänzten die drei Forschungsbereiche. Hierzu zählten das Integrated Climate Data Center, Integrated Modeling Activities, Global Climate Reconstruction, Understanding Science in Interaction sowie Visualization.

Forschungsbereiche am Exzellenzcluster CliSAP

## Organisation und Förderung
Der Exzellenzcluster wurde durch die Sprecherin Anita Engels und die Stellvertreter Kay-Christian Emeis und Detlef Stammer repräsentiert. Das Scientific Steering Committee legte die jeweilige strategische Agenda sowie die Forschungsvorhaben des Clusters fest. CliSAP wurde in einer ersten fünfjährigen Periode im Rahmen der Exzellenzinitiative von 2007 bis 2012 gefördert. Im Sommer 2012 beschloss die DFG die Förderung in einer zweiten Phase bis 2017 fortzusetzen. Das „universitäre Zuhause“ von CliSAP war das Centrum für Erdsystemforschung und Nachhaltigkeit (CEN): Durch die enge Zusammenarbeit der Institute innerhalb des Exzellenzclusters sind diese zu einem Forschungszentrum zusammengewachsen. Nach Ende der Förderung durch die DFG werden die wesentlichen Elemente der Arbeit des CliSAP am CEN fortgeführt.

## Lehre
Ein Bestandteil des Exzellenzclusters CliSAP war die englischsprachige „School of Integrated Climate System Sciences“ (SICSS). Dieses wird in der CEN School fortgeführt. Die Graduiertenschule bietet ein zweijähriges interdisziplinäres Masterprogramm sowie ein dreijähriges Doktorandenprogramm. Die SICSS verbindet Klimasystemwissenschaften wie Meteorologie, Ozeanographie oder Biogeochemie in einem Ausbildungsgang und integriert darüber hinaus Sozial- und Wirtschaftswissenschaften sowie Sicherheits- und Konfliktforschung.
CliSAP prämierte herausragende Promotionsarbeiten in der Klima- und Erdsystemforschung mit dem „Wladimir Peter Köppen-Preis“. Eingereicht werden konnten herausragende Dissertationen mit klarem Bezug zur Klimaforschung. Der Preis ist mit 5000 Euro dotiert und wird jährlich für begabte Nachwuchswissenschaftler ausgeschrieben, die im deutschsprachigen Raum promoviert haben.

## Infrastruktur
Die CliSAP-Mitglieder stellten im Rahmen ihrer Zusammenarbeit verschiedene Plattformen bereit. Dazu gehörten die Hochleistungsrechner des DKRZ. Den Zugriff auf klimarelevante In-situ- und Satellitendaten ermöglichte das Integrated Climate Data Center. Großgeräte wie der Hamburger Wettermast, das Environmental Wind Tunnel Laboratory oder ein Wind-Wellenkanal standen für verschiedene Experimente zur Verfügung. Die Leitstelle „Deutsche Forschungsschiffe“ organisierte den Betrieb der Forschungsschiffe METEOR und Maria S. MERIAN und seit November 2014 für die Sonne.